# Martina Voss
Martina Voss-Tecklenburg (Duisburg, 22 december 1967) is een voormalig Duits voetbalster, die speelde als middenveldster en aanvalster. In 2003 zette ze een punt achter haar loopbaan. Voss nam met haar vaderland deel aan de Olympische Spelen in Atlanta (1996), won in 1989 de eerste van vier Europese titels en kwam driemaal in actie bij een WK-eindronde (1991, 1995 en 1999). Sinds 28 februari 2012 is Voss bondscoach van Zwitserland. Daarmee plaatste ze zich voor het WK 2015 in Canada en het EK 2017 in Nederland. Vanaf 2019 is zij bondscoach van het Duits voetbalelftal.

## Erelijst

### Als speelster
- Landskampioen (6)
  - 1985, 1990, 1991, 1992, 1994, 2000
- Bekerwinnaar (4)
  - 1983, 1989, 1993, 1998
- Europees kampioen (4)
  - 1989, 1991, 1995, 1997
- Vice-wereldkampioen (1)
  - 1995
- Duits voetbalster van het jaar (1)
  - 1996, 2000

### Als coach
- Bekerwinnaar (4)
  - 2009, 2010
- UEFA Women's Cup
  - 2009

- Gemeinsame Normdatei: 142197157
- International Standard Name Identifier: 0000 0001 0712 4389
- Réseau des bibliothèques de Suisse occidentale: 02-A018965774
- Virtual International Authority File: 159852063
- WorldCat: E39PBJtrWDG4Tvh3QByDJH3vpP